# Corkscrew (Valleyfair)
Corkscrew in Valleyfair! (Shakopee, Minnesota, USA) ist eine Stahlachterbahn vom Modell Custom Looping Coaster des Herstellers Arrow Dynamics, die 1980 eröffnet wurde.
Sie wurde konstruiert, um das Design ihrer Schwesterbahn Corkscrew in Cedar Point widerzuspiegeln. Die Unterschiede zu der Bahn in Cedar Point sind eine Helix vor dem Ende der Fahrt sowie das Fehlen des Hügels vor dem Looping. Bis zur Eröffnung von Wild Thing 1996 im selben Park war Corkscrew die einzige Outdoor-Stahlachterbahn im US-Bundesstaat Minnesota.

## Züge
Die Züge von Corkscrew besitzen jeweils sechs Wagen. In jedem Wagen können vier Personen (zwei Reihen à zwei Personen) Platz nehmen. Als Rückhaltesystem kommen Schulterbügel zum Einsatz.